# Wilhelm Heidkamp
Wilhelm Heidkamp (Herkenrath, 2 gennaio 1883 – Untereschbach, 5 ottobre 1931) è stato un militare tedesco, particolarmente distintosi nel corso della prima guerra mondiale. Imbarcato sull'incrociatore da battaglia Seydlitz  durante la battaglia di Dogger Bank, quando la nave fu colpita da un proiettile da 343 mm che penetrato nella barbetta della torre D (Dora) incendiò le cariche di cordite ivi presenti, uccidendo 165 uomini, riuscì a penetrare nel III compartimento azionando le valvole di allagamento dei depositi munizioni delle torri C e D salvando così la nave da sicura distruzione.

## Biografia

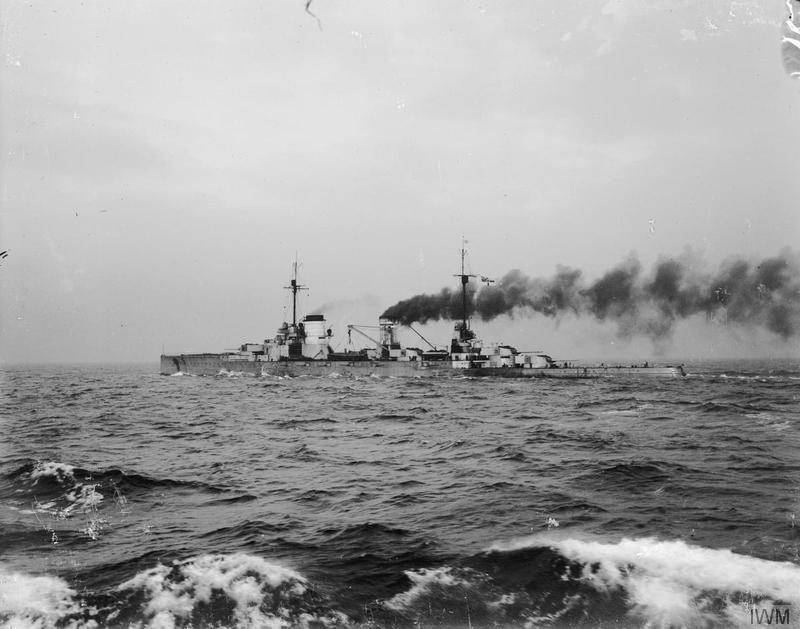
L'incrociatore da battaglia Seydlitz in arrivo a Rosyth il 21 novembre 1918.

Nacque a Herkenrath il 2 gennaio 1883. Fabbro di professione, nel 1902, all'età di 19 anni, fu arruolato nella Kaiserliche Marine in qualità di macchinista, prestando servizio su diverse navi e viaggiando in Cina e in Giappone. 
Nel 1912  venne imbarcato sul nuovo incrociatore da battaglia Seydlitz  con la qualifica di 1. Pumpmeister.   Dopo lo scoppio della prima guerra mondiale prese parte alla battaglia di Dogger Bank (24 gennaio 1915). Durante il corso del combattimento la sua unità venne centrata, alle 10:40 del mattino, da un proiettile da 343 mm sparato dall'incrociatore da battaglia Lion che penetrò nella zona posteriore della torre poppiera D (Dora) di grosso calibro, esplodendo al suo interno, e causando l'accensione di ben 6.000 kg di cordite contenuti nella cariche di lancio pronte all'uso. La seguente fiammata si propagò inizialmente verso l'alto, e poi verso il basso, in direzione del deposito munizioni. Il personale al suo interno cercò di allontanarsi attraverso il portello stagno che comunicava con ilcon il deposito munizioni della adiacente torre C (Caesar). Purtroppo le fiamme si propagarono prima orizonntalmente, facendo esplodere le cariche di lancio della torre C, e poi in verticale uccidendo tutti i serventi, 165 uomini.
Penetrato all'interno della torre C con due altri uomini della squadra addetta al controllo danni, il capitano di corvetta Hagedorn e il feuerwerker Franz Müller, per impedire che l'incendio si propagasse alle munizioni di riserva egli decise di aprire le valvole di allagamento dei depositi munizioni delle torri C e D, girandole con le mani nude anche se  scottavano e l'aria era resa incandescente dal fumo. Riuscì nell'impresa, salendo poi in coperta dove cadde svenuto.  Aveva salvato la nave da sicura perdita, ma riportò gravi ustioni e danni ai polmoni  a causa del fumo inalato. Per questo fatto promosso Deckoffizier di coperta  e decorato con la Croce di Ferro di seconda classe, la Croce di Federico Augusto di seconda classe e la Dienstauszeichnung di prima classe.  Terminato il periodo di convalescenza riprese servizio sul Seydlitz, dove rimase fino all'autoaffondamento della flotta tedesca a Scapa Flow avvenuto il 21 giugno 1919 . Fatto prigioniero di guerra, rimase in Gran Bretagna fino al 1920, quando poté rientrare in Germania. A causa delle infermità contratte in servizio non riprese il suo antico mestiere, ma rilevò il negozio di suo padre in Bahnhofstrasse  a Untereschbach, dove si spense il 5 ottobre 1931.  A causa della mancanza di un cimitero la sua salma fu tumulata in quello di Immekeppel. Sposato, aveva quattro figli, tre femmine e un maschio.
La Kriegsmarine gli intitolò un cacciatorpediniere della classe Zerstörer 1936, mentre una via di Immekeppel porta tuttora il suo nome.

### Fonti
1. 1 2 3 4 5 6 7 8 9  Willi Fritzen.
2. 1 2 3 4  Cosentino 2016, p. 33.
3. 1 2 3  Staff 2012, p. 24.
4. ↑  Epkenhans 2010, p. 239.